# 순천 선암사 석가모니불괘불탱 및 부속유물일괄
순천 선암사 석가모니불괘불탱 및 부속유물일괄(順天 仙巖寺 釋迦牟尼佛掛佛幀 및 附屬遺物一括)은 전라남도 순천시 선암사에 있는, 1753년(조선 영조 29)에 만들어진 탱화이다. 2004년 11월 26일 대한민국의 보물 제1419호로 지정되었다.

## 지정 사유
본존불만을 단독으로 등장시켜 간단한 구성을 보여주는 독존도(獨尊圖) 형식의 괘불화이다. 중앙에 홍련좌(紅蓮座)를 딛고 서 있는 입불상을 화면에 가득차도록 큼직하게 그린 다음 상단 좌측(向右)에는 구슬장식이 화려한 금색 탑 안에 사자좌를 한 '다보불(多寶佛)' 추정의 불상이 앉아 있고, 밖에는 부처를 향해 합장한 보살상(대요설보살 추정)이 배치되어 있는 장면을 나타내었다. 이와 대칭하여 자리한 오른쪽(向左)에는 사자좌에 앉아 각자 손 모양을 달리하고 있는 '시방불(十方佛)'을 묘사하였다.
거의 손상 없이 원형을 잘 유지하고 있는 괘불함은 전·후·좌·우 14 곳에 손잡이용 고리가 달려 있으며, 궤의 각 모서리에는 어문(魚文)과 연화문(蓮花文), 나비무늬 등이 투각된 금속 장석을 장식하였다.
복장유물은 황동제 후령통 1조와 감지주서(紺紙朱書) 발원문 1매 및 백지묵서(白紙墨書) 9매, 백지주서 및 인본(白紙朱書 및 印本) 다라니 9매 등으로, 비교적 현상이 양호한 편이다.
선암사 괘불탱은 조성연대가 명확하여 화원인 '쾌윤(快允)'작품의 초기 경향과 함께 조선시대 18세기 중엽경 불화 화단의 흐름을 살피는데 자료적 가치가 있으며, 알맞은 신체 비례에 유려하면서도 정밀한 필치로 이목구비와 손·발을 묘사하고 꽃무늬들을 나타냄으로써 세련미가 돋보이는 등 조형성 또한 뛰어나다.

## 같이 보기
- 선암사

## 참고 자료
- 순천 선암사 석가모니불괘불탱 및 부속유물일괄 - 국가유산청 국가유산포털